# Igor Gluščević
Igor Gluščević (Budva, República Federal Socialista de Yugoslavia, actual Montenegro, 30 de marzo de 1974) es un futbolista yugoslavo-montenegrino retirado. Es padre del también futbolista Nikola Gluščević que juega en los escalafones inferiores del Sevilla FC.

## Trayectoria
Gluščević debutó como profesional en la primera división yugoslava vistiendo la camiseta de la Vojvodina de Novi Sad. 
El verano de 1996, con 22 años, dio el salto a la liga española fichando por el CF Extremadura, que esa temporada debutaba en la Primera División. Su primer -y único- año en la Primera División de España resultó decepcionante, ya que el Extremadura perdió la categoría y su aportación al equipo fue escasa: dos goles en dieciocho partidos, sólo siete de ellos como titular. No obstante, sus dos únicos goles sirvieron para que el equipo extremeño lograra su primera victoria en primera a costa del Zaragoza (2-1).
Pese a todo, Gluščević siguió un año más con los azulgrana en Segunda División, y su situación dio un vuelco radical. El técnico, Rafa Benítez, le dio la titularidad y el delantero respondió con 24 goles, que le valieron el Trofeo Pichichi, además de contribuir decisivamente al regreso del CF Extremadura a Primera.
Su capacidad goleadora llamó la atención del Sevilla FC, que por entonces intentaba también volver a Primera División. Ante la negativa de la directiva extremeña de negociar el traspaso de Gluščević, los sevillistas desembolsaron los 500 millones de pesetas de su cláusula de rescisión. Pese a llegar con la vitola de estrella, el delantero montenegrino no alcanzó las expectativas creadas. Lejos de las estadísticas de la temporada anterior, Gluščević sólo consiguió seis goles en treinta partidos, aunque su equipo logró el objetivo del ascenso.
Tras su decepcionante temporada, el Sevilla cedió a Gluščević al Aris Salónica F. C. para la campaña 1999-2000. Con el equipo griego, con el que disputó la Alpha Ethniki y la Copa de la UEFA, tuvo un buen arranque de temporada, que luego se fue diluyendo.
En agosto de 2000, aunque el futbolista todavía tenía dos años de contrato con el Sevilla FC, la entidad hispalense prefirió ahorrarse el coste de su ficha, y optó por traspasarlo por una cantidad simbólica al FC Utrecht.
En el equipo neerlandés se reencontró como goleador. En su primera campaña contribuyó con diecinueve goles a la clasificación europea de su equipo, firmando una de sus mejores actuaciones ante el RBC Roosendaal, con cuatro dianas. La siguiente temporada lideró a un Utrecht que se quedó a las puertas de lograr la segunda Copa de su historia. Gluščević marcó dos goles en la final ante el Ajax, pero el club de Ámsterdam empató en el último minuto y venció 3-2 en la prórroga. El título llegó, por fin, un año más tarde, en 2003. El FC Utrecht goleó por 4-1 en la final al Feyenoord, con dos de los cuatro goles firmados por Gluščević.
A partir de entonces, Gluščević empezó un periplo por distintos equipos, que le llevó al AC Sparta Praga, con el que debutó en la Liga de Campeones de la UEFA y ganó la Copa de la República Checa la temporada 2003/04. Regresó a los Países Bajos con el SBV Vitesse, y luego emprendió una breve experiencia en el Shandong Luneng chino, con el que logró el doblete: liga y copa. En enero de 2007 regresó a tierras neerlandesas con el Heracles Almelo, donde se retiró en 2008.

## Clubes
| Club                      | País            | Año       |
| ------------------------- | --------------- | --------- |
| FK Vojvodina              | RSF Yugoslavia  | 1994-1996 |
| Extremadura CF            | España          | 1996-1998 |
| Sevilla FC                | España          | 1998-2000 |
| Aris Salónica FC (cedido) | Grecia          | 1999-2000 |
| FC Utrecht                | Países Bajos    | 2000-2003 |
| AC Sparta Praga           | República Checa | 2003-2004 |
| SBV Vitesse               | Países Bajos    | 2004-2006 |
| Shandong Luneng           | China           | 2006-2007 |
| Heracles Almelo           | Países Bajos    | 2007-2008 |

## Palmarés

### Campeonatos nacionales
| Título    | Club            | País            | Año  |
| --------- | --------------- | --------------- | ---- |
| Copa KNVB | FC Utrecht      | Países Bajos    | 2003 |
| Copa      | AC Sparta Praga | República Checa | 2004 |
| Superliga | Shandong Luneng | China           | 2006 |
| Copa      | Shandong Luneng | China           | 2006 |

### Distinciones individuales
| Distinción                          | Año  |
| ----------------------------------- | ---- |
| Trofeo Pichichi de Segunda División | 1998 |